# Idris El Mizouni
Idris El Mizouni,  né le 26 septembre 2000 à Paris, est un footballeur international tunisien. Il joue au poste de milieu de terrain à Leyton Orient.

## Carrière

### En club
Formé à Ipswich Town, il joue son premier match avec les professionnels le 12 mars 2019 contre Bristol City (1-1) au Ashton Gate Stadium. Idris El Mizouni fait ensuite quatre apparitions lors de sa première saison avec les seniors à Portman Road. Lors de la saison 2018-2019, il passe de l'équipe des moins de 18 ans à l'équipe seniors. Le 23 janvier 2020, le site officiel du club annonce que le jeune Tunisien est prêté à Cambridge United jusqu'à la fin de la saison avant de la prolonger à janvier 2021 à cause de la pandémie de Covid-19. Quelques jours après son retour, il est prêté une nouvelle fois, mais cette fois-ci à Grimsby Town jusqu'à la fin de la saison. Ne bénéficiant pas encore de temps de jeu avec Ipswich Town, il est prêté le 12 août 2022 à Leyton Orient qui évolue en League Two (quatrième division).
Le 5 juillet 2023, il est prêté de nouveau à Leyton Orient.

### En sélection
Né en France, il choisit de jouer pour la Tunisie, le pays de son père. Il joue son premier match avec la équipe olympique le 15 octobre 2018 contre l'Italie à Vicence (défaite sur le score de 0-2). Il inscrit son premier but le 15 novembre 2018 lors de la défaite (1-4) contre l'Égypte.
Le 7 juin 2019, il joue son unique match avec la sélection nationale en match amical contre l'Irak, au stade olympique de Radès, en entrant à la 81e minute à la place de Fakhreddine Ben Youssef (victoire 2-0).

## Palmarès
- Leyton Orient :
  - Vainqueur de la League Two (quatrième division) en 2023
- Membre de l'équipe type de League Two (quatrième division) en 2023[1].